# Mesacanthotelson fallax
Mesacanthotelson fallax är en kräftdjursart som beskrevs av Nicholls 1944. Mesacanthotelson fallax ingår i släktet Mesacanthotelson och familjen Phreatoicidae. Inga underarter finns listade i Catalogue of Life.